# Gerry Moore
Gerald „Gerry“ Moore (* 8. Oktober 1903 in Highbury, London; † 30. Januar 1993 in Twickenham, London) war ein britischer Jazz- und Unterhaltungsmusiker (Piano).

## Leben und Wirken
Moore arbeitete ab den frühen 1930er-Jahren bei Spike Hughes, mit dem erste Plattenaufnahmen für Decca entstanden. 1934 war er Mitglied der Six Keyboards Kings („Tiger Rag“/„St. Louis Blues“). Im selben Jahr war er einer der ersten europäischen Musiker, die mit Coleman Hawkins spielten. 1935 hatte er erstmals Gelegenheit, unter eigenem Namen aufzunehmen, für Parlophone und Odeon spielte er im Solo und mit Ensemble mehrere Titel ein, wie „Why Don't You Practise What You Preach?“ und „Truckin’“. 1936 spielte er in Benny Carters Swing Quintet (mit Tommy McQuater, Albert Harris, Wally Morris und Al Craig). 1936 bis 1938 spielte er weitere Titel für Odeon/Parlophone ein; zu seiner Band, den Chicago Brethren gehörten Johnny Claes, George Chisholm, Jimmy Williams (Klarinette), Reggie Dare (Tenorsaxophon), Jimmy Reid (Bass) und Ben Edwards (Schlagzeug). In der Nachkriegszeit arbeitete er mit Carlo Krahmer, Vic Lewis (1949) und Rex Stewart (1949). Als Solist nahm er 1952 erneut mehrere Nummern für Esquire Records auf und begleitete mit seinem Trio den Sänger Cab Kaye bei Plattenaufnahmen. In den 1960er-Jahren wandte er sich der Unterhaltungsmusik zu; 1973 erschien die Easy-Listening-LP The Gerry Moore 'Organ'-isation: Super-Hammond (Windmill), mit Coverversionen aktueller Pophits wie „Light My Fire“ oder „He Ain’t Heavy, He’s My Brother“. 